# جاده یخی ۲: انتقام
جاده یخی: انتقام (انگلیسی: Ice Road: Vengeance) یک فیلم اکشن و دلهره‌آور آمریکایی محصول سال ۲۰۲۵ به نویسندگی و کارگردانی جاناتان هنزلی است. این فیلم به عنوان دنباله‌ای برای جاده یخی (۲۰۲۱) عمل می‌کند. لیام نیسون دوباره نقش خود را در نقش مایک مک‌کان بازی می‌کند، فن بینگ‌بینگ نقش اصلی زن را بازی می‌کند و برنارد کوری، جف مورل، ساکشام شارما و گریس اوسالیوان از دیگر بازیگران این فیلم هستند.
این فیلم در تاریخ ۲۷ ژوئن ۲۰۲۵ در سینماهای منتخب ایالات متحده اکران شد و با واکنش‌های منفی منتقدان مواجه شد.

## داستان
فیلم مایک مک‌کان را دنبال می‌کند که با سفر به نپال به آخرین آرزوی برادر فقیدش احترام می‌گذارد تا خاکستر او را در کوه اورست پراکنده کند. مایک و راهنمای کوهستانش در حالی که در یک اتوبوس توریستی از زمین مرگبار ۱۲٫۰۰۰ فوتی جاده بدنامی عبور می‌کند، با گروهی از مزدوران نپالی روبرو می‌شوند و باید نه تنها برای نجات خود و اتوبوس مسافران بی‌گناه، بلکه برای نجات مردم محلی نیز بجنگند.

## ساخت
در آوریل ۲۰۲۳، اعلام شد که دنباله‌ای با عنوان «جاده یخی ۲: جاده‌ای به سوی آسمان» با بازی لیام نیسون و نویسندگی/کارگردانی جاناتان هنزلی ساخته خواهد شد. فیلمبرداری اصلی در ژانویه ۲۰۲۴ در والهالا (ویکتوریا)، استرالیا، با پیوستن برنارد کوری، جف مورل و گریس اوسالیوان به بازیگران آغاز شد. در فوریه، فن بینگ‌بینگ به عنوان بازیگر نقش اول فیلم به بازیگران پیوست. در ژوئن، گزارش شد که ورتیکال انترتینمنت حق توزیع را به دست آورده و عنوان فیلم به «جاده یخی: انتقام» تغییر یافته است.

## بازخوردها
- در وب‌سایت جمع‌آوری نقد و برسی راتن تومیتوز، دارای ۲۱٪ تائیدیه براساس رای ۱۴ نقد منتقدان است.
- در متاکریتیک که از میانگین وزنی استفاده می‌کند، بر اساس نظر ۵ منتقد، امتیاز ۳۷ از ۱۰۰ را به فیلم اختصاص داده است که نشان‌دهنده نقدهای «به‌طورکلی نامطلوب» است.[۷]